# Mycetophila attonsa
Mycetophila attonsa är en tvåvingeart som först beskrevs av Laffoon 1957.  Mycetophila attonsa ingår i släktet Mycetophila och familjen svampmyggor. Arten är reproducerande i Sverige. Inga underarter finns listade i Catalogue of Life.